# RUHR.2010 – Kulturhauptstadt Europas

Logo der RUHR.2010

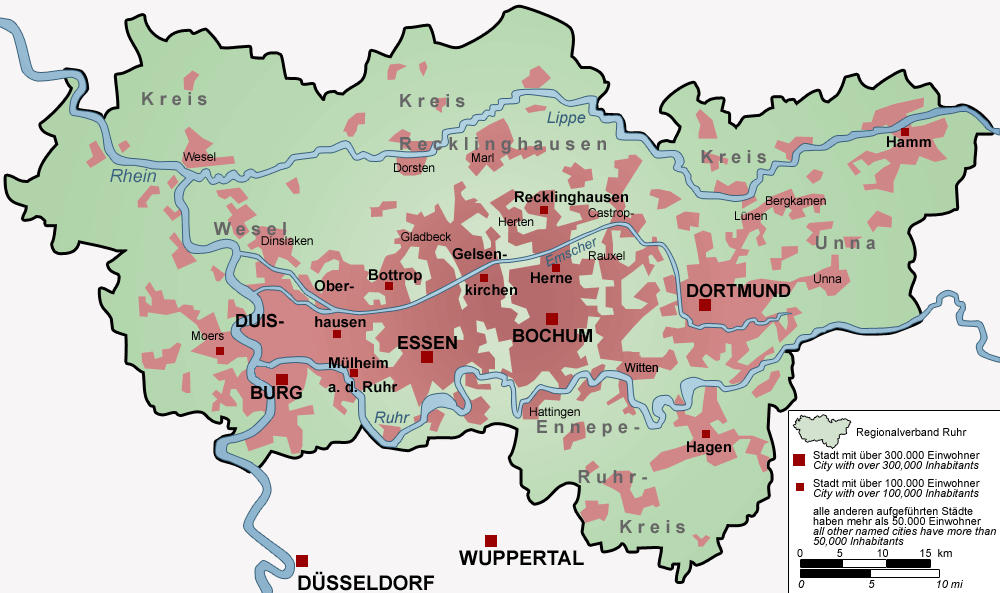
Das Ruhrgebiet ist mit etwa 5,3 Millionen Einwohnern der viertgrößte Ballungsraum Europas.

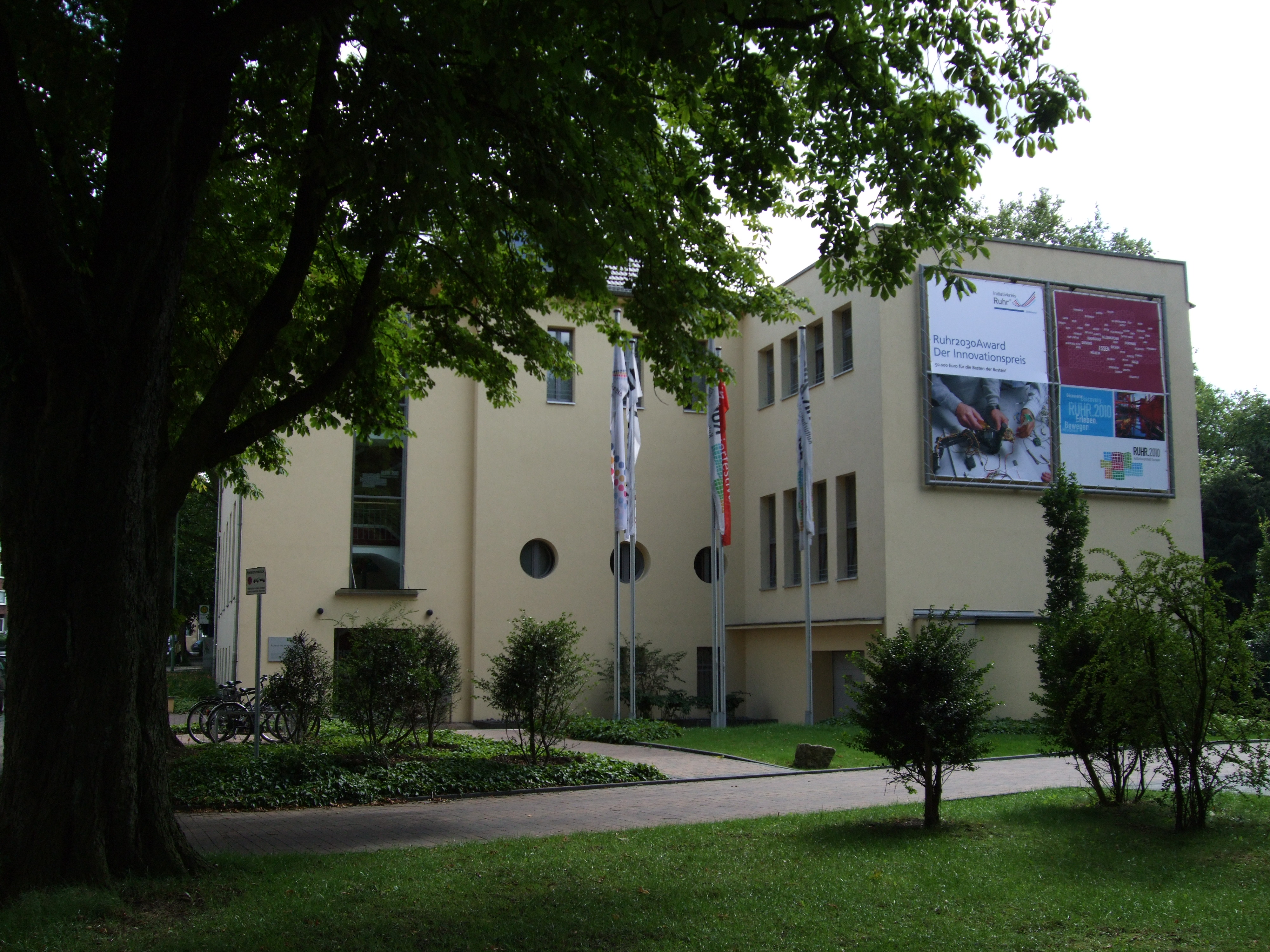
Alfred-Herrhausen-Haus, Sitz von Ruhr.2010

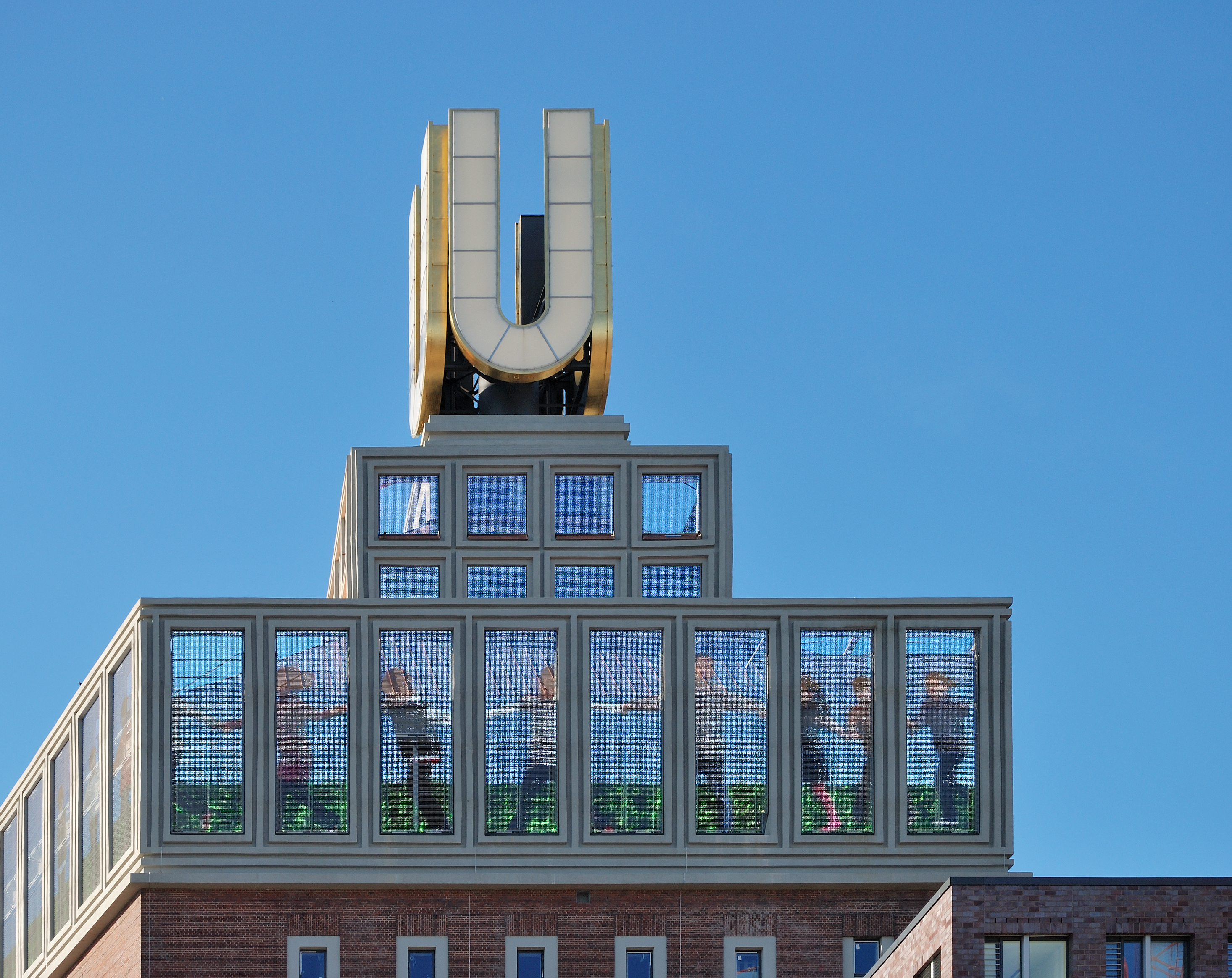
Das Dortmunder U: Leuchtturmprojekt der Ruhr.2010

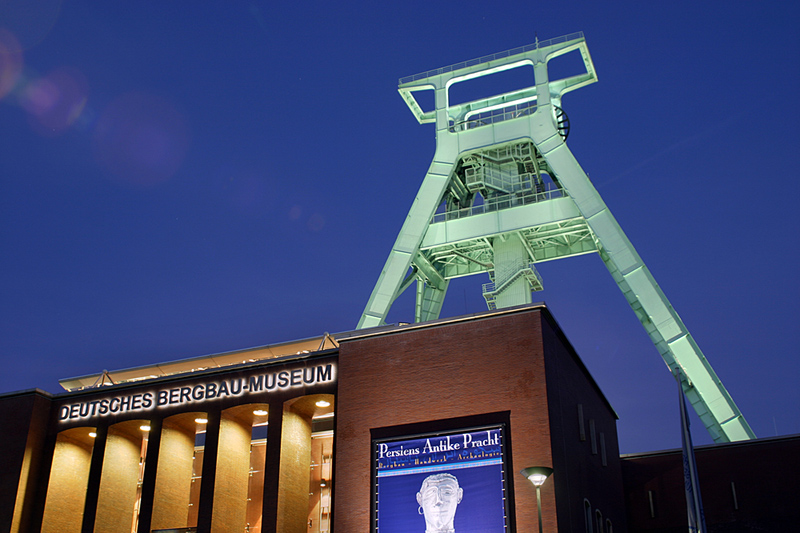
Deutsches Bergbau-Museum in Bochum, eines der offiziellen Besucherzentren der Ruhr.2010

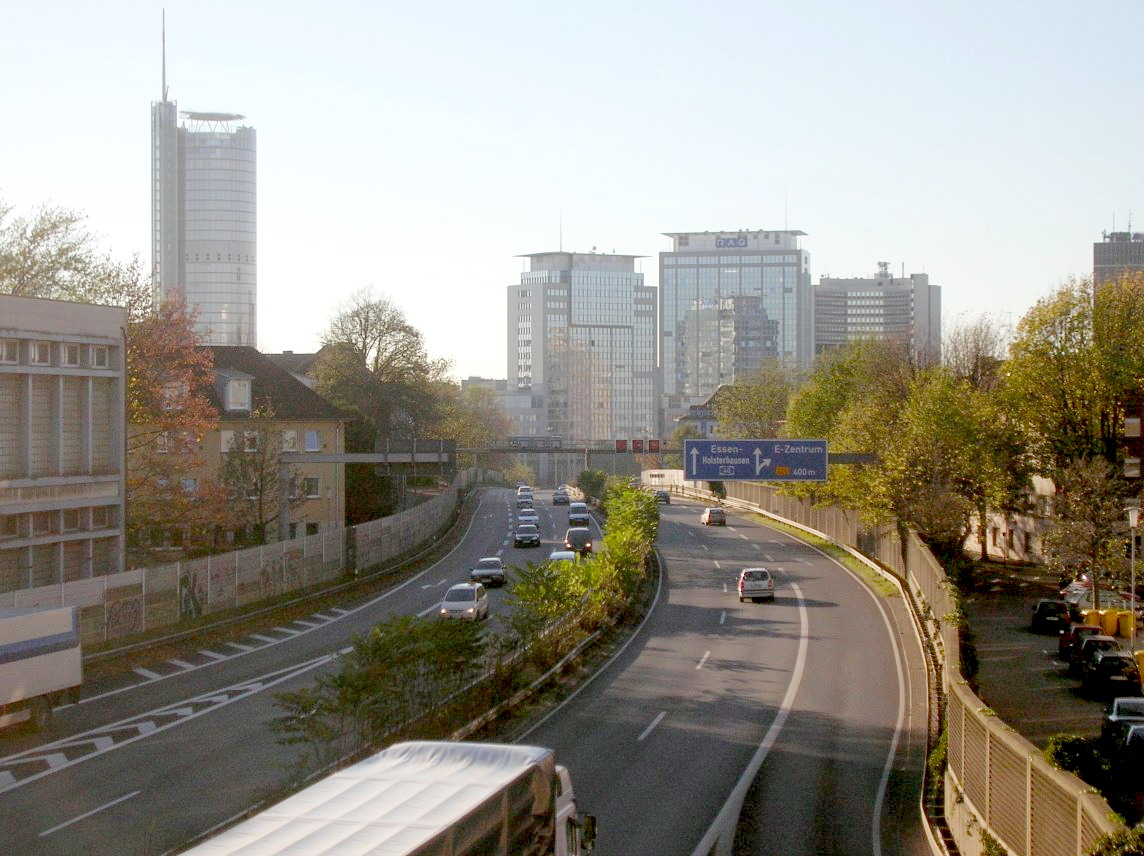
Ruhrschnellweg (A40) bei Essen-Zentrum

RUHR.2010 – Kulturhauptstadt Europas war der Name des Projekts, das Ruhrgebiet im Jahr 2010 als Europäische Kulturhauptstadt zu präsentieren. Essen hatte diesen Titel stellvertretend für die 53 Städte des Regionalverbandes Ruhr (RVR) erhalten; damit wurde erstmals eine Region berücksichtigt. Weitere Kulturhauptstädte waren im selben Jahr das ungarische Pécs (Pécs2010) und Istanbul in der Türkei, wo ähnliche Programme abgehalten wurden.

## „Wandel durch Kultur – Kultur durch Wandel“
Der Ausgangspunkt wurde beschrieben: „Das Ruhrgebiet ist Kulturhauptstadt Europas 2010. Es ist auf dem Weg, als unkonventionelle Metropole im Werden ein neues Zentrum Europas zu bilden.“ Das Motto lautete: „Wandel durch Kultur – Kultur durch Wandel“. Das Mission Statement lautete: „Die Kulturhauptstadt Europas 2010 ‚Essen für das Ruhrgebiet‘ präsentiert sich als Gastgeber für alle, die den vielschichtigen Wandel von Europas legendärer Kohle- und Stahlregion zu einer polyzentrischen Kulturmetropole neuen Typs erleben wollen. Die RUHR.2010 GmbH war die verantwortliche Gesellschaft zur Vorbereitung und Realisierung des Kulturhauptstadtprogramms einschließlich der damit verbundenen Marketing- und Tourismusaktivitäten. Gemeinsam mit ihren Partnern unterstützte sie die Entwicklung von nachhaltig wirkenden Strukturen für die Kulturmetropole Ruhr. RUHR.2010 führte die regionalen Akteure aus Kultur, Politik und Wirtschaft in kreativen Allianzen zusammen. Sie alle verfolgten das ambitionierte Ziel, dass die Metropole Ruhr eine bedeutende Rolle in der Zukunft Europas spielt und zu einer neuen, unverwechselbaren Städtemarke auf der Landkarte Europas wird.“

## Bewerbungsphase
Für den Titel Kulturhauptstadt Europas 2010 bewarben sich ursprünglich 16 deutsche Städte. Stellvertretend für das Ruhrgebiet bewarb sich Essen um den Titel. Die deutschen Bewerberstädte waren Augsburg, Bamberg, Braunschweig, Bremen, Essen und das Ruhrgebiet, Görlitz (Doppelkandidatur Görlitz/Zgorzelec), Halle (Saale), Karlsruhe, Kassel, Köln, Lübeck, Münster, Osnabrück, Potsdam, Regensburg und Wittenberg.
Unter den Städten Köln, Münster und Essen, welche für Nordrhein-Westfalen ins Rennen gegangen sind, wurde Essen als Vertreter für die weitere Selektierung ausgewählt. Als bayerischer Bewerber erhielt Regensburg den Vorzug vor Augsburg und Bamberg.
Im März 2005 wurden die beiden Städte Essen und Görlitz von einer deutschen Jury unter Federführung der Kultusministerkonferenz (KMK) ausgewählt. Diese Nominierung wurde vom Bundesrat bestätigt und im dritten Quartal 2005 vom Auswärtigen Amt an das Europäische Parlament und die Europäische Kommission weitergeleitet.
Essen trat stellvertretend für das Ruhrgebiet unter dem Motto „Wandel durch Kultur – Kultur durch Wandel“. Das Konzept der Modernisierung und des „Sich-neu-Erfindens“, welches Essen unter diesem Motto präsentierte, kann auch für andere alte Industrieregionen beispielhaft werden. Vor allem dieser Faktor überzeugte die Jury. Am 11. April 2006 gab die EU-Expertenjury die Entscheidung und Ernennung für Essen und das Ruhrgebiet zur Kulturhauptstadt Europas 2010 bekannt.
Die Vorbereitungen im Ruhrgebiet wurde durch die Initiative RUHR.2010 – Kulturhauptstadt Europas durchgeführt. Die Kulturhauptstadt-Eröffnungsfeier wurde am 9. und 10. Januar als großes Volksfest auf der Essener Zeche Zollverein u. a. mit einer Gala und einem von Sponsoren finanzierten Feuerwerk veranstaltet. Der Sänger Herbert Grönemeyer präsentierte zur Eröffnung ein eigens dafür komponiertes Lied mit dem Titel „Komm zur Ruhr“. Die Feierlichkeiten begannen bereits am 8. Januar mit einem ökumenischen Gottesdienst im Essener Dom. Danach läuteten in allen 53 Ruhrgebietskommunen die Glocken.

## Umsetzung
Zur Verwirklichung des Projekts wurde im Dezember 2006 eine gleichnamige Gesellschaft RUHR.2010 GmbH gegründet, an der der Regionalverband Ruhr, das Land Nordrhein-Westfalen, der Initiativkreis Ruhrgebiet und die Stadt Essen beteiligt waren. Geschäftsführer waren Fritz Pleitgen und Oliver Scheytt. Im Aufsichtsrat saßen unter anderem Wulf H. Bernotat (Vorstandsvorsitzender der E.ON AG), und Essens ehemaliger Oberbürgermeister Wolfgang Reiniger. Damals waren im Projekt etwa 110 Mitarbeiter beschäftigt.
Die RUHR.2010 GmbH wurde Ende 2011 aufgelöst.
Von allen Kommunen des Ruhrgebiets wurden Ansprechpartner für RUHR.2010 bereitgestellt. Geplant wurde die Förderung von Projekten zur Darstellung der Kultur des Ruhrgebiets.
Vorbereitungen waren bereits Ende 2008 im Gange. So wurden an allen Autobahnen in Richtung Ruhrgebiet Tafeln „Ruhrgebiet Kulturhauptstadt Europas 2010“ aufgestellt. Das erste Schild enthüllten NRW-Verkehrsminister Oliver Wittke und Fritz Pleitgen am 22. September 2008 an der Autobahnraststätte Bottrop-Süd an der A2.
Der Hauptbahnhof Essen wurde von der Deutschen Bahn AG von September 2008 bis Anfang 2010 umfassend umgebaut.

## Städte
An der RUHR.2010 nahmen alle Städte des RVR-Gebietes teil. Bis auf Essen, das sich das ganze Jahr über präsentierte, war jede Stadt eine Woche lang der „Local Hero“ („Lokalheld“):
Alpen, Bergkamen, Bochum, Bönen, Bottrop, Breckerfeld, Castrop-Rauxel, Datteln, Dinslaken, Dorsten, Dortmund, Duisburg, Ennepetal, Essen, Fröndenberg, Gelsenkirchen, Gevelsberg, Gladbeck, Hagen, Haltern am See, Hamm, Hamminkeln, Hattingen, Heiligenhaus, Herdecke, Herne, Herten, Holzwickede, Hünxe, Kamen, Kamp-Lintfort, Lünen, Marl, Moers, Mülheim an der Ruhr, Neukirchen-Vluyn, Oberhausen, Oer-Erkenschwick, Recklinghausen, Rheinberg, Schermbeck, Schwelm, Schwerte, Selm, Sonsbeck, Sprockhövel, Unna, Voerde, Waltrop, Werne, Wesel, Wetter, Witten, Xanten

## Team
Für die Geschäftsführung und künstlerische Gestaltung waren in der Öffentlichkeit bekannte Persönlichkeiten tätig.
Geschäftsführung der RUHR.2010 GmbH:
- Fritz Pleitgen: Vorsitzender der Geschäftsführung
- Oliver Scheytt: Geschäftsführer

Künstlerische Direktoren:
- Karl-Heinz Petzinka: Direktor für das Themenfeld „Stadt der Möglichkeiten“
- Steven Sloane: Direktor für das Themenfeld „Stadt der Künste“
- Aslı Sevindim: Direktorin für das Themenfeld „Stadt der Kulturen“
- Dieter Gorny: Direktor für das Themenfeld „Stadt der Kreativität“

Für die Unterstützung bei den diversen Projekten wurden über 1200 Volunteers (Freiwillige) angeworben.

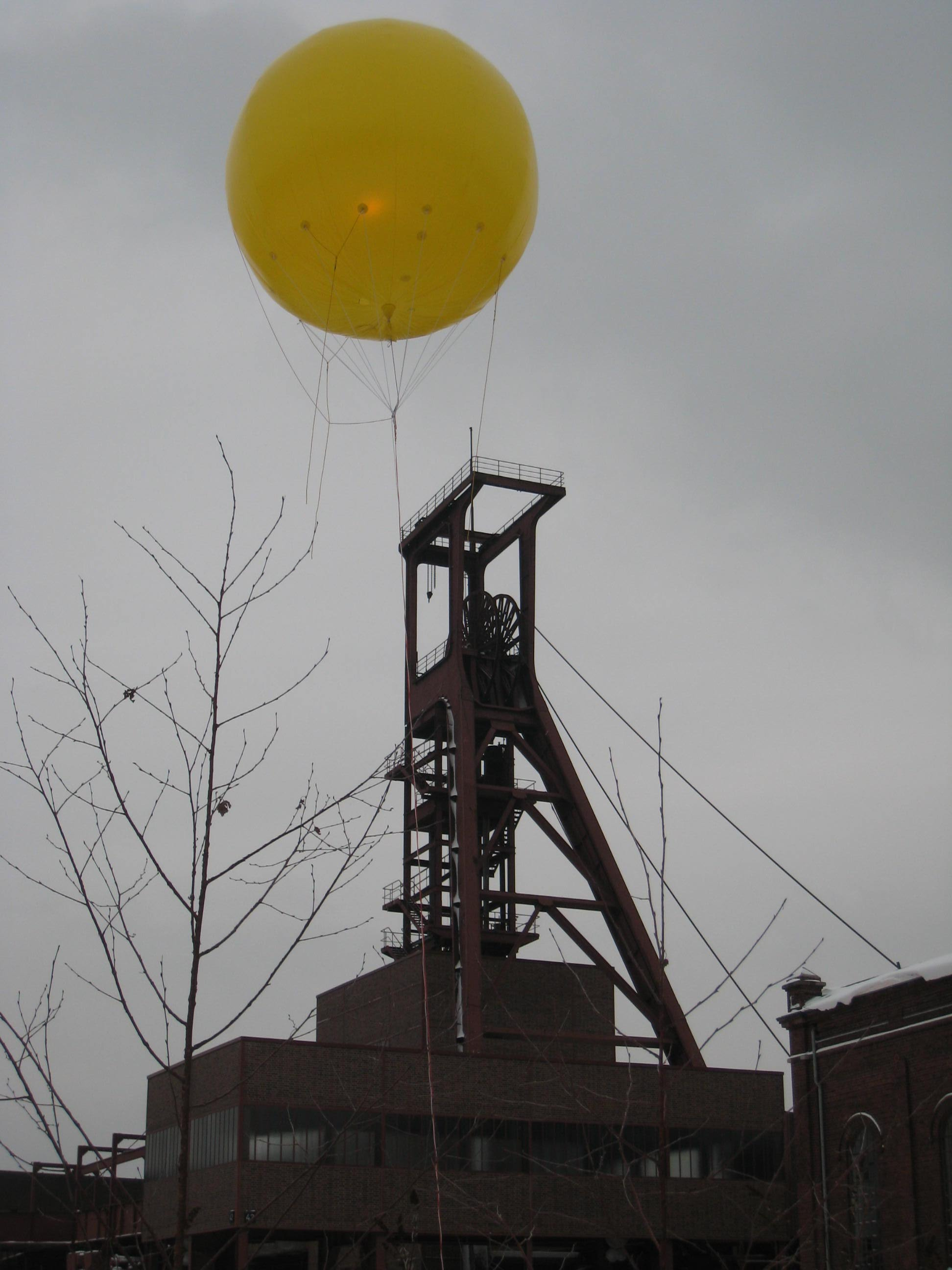
Schachtzeichenballon über Zollverein auf der Eröffnungsveranstaltung der Ruhr2010

## Projekte

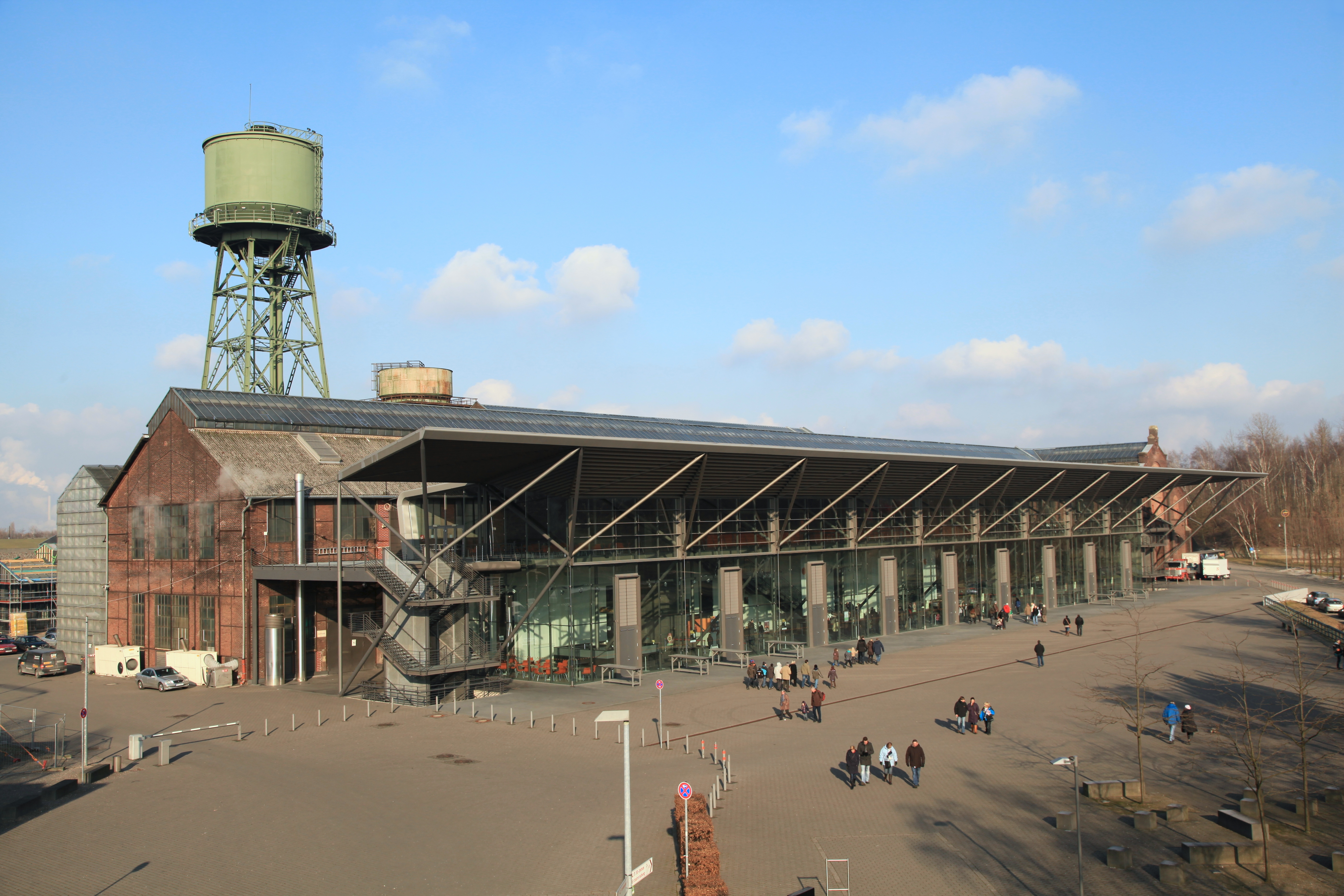
Die Jahrhunderthalle in Bochum ist das Festspielhaus NRW und unter anderem Veranstaltungsort der Ruhrtriennale

Das offizielle RUHR.2010-Programm wurde im Oktober 2008 zum ersten Mal vorgestellt, eine neue Auflage des Programms mit dem Titel „Buch zwei“ erschien im Herbst 2009. Es fasst die einzelnen Programmpunkte unter den drei Leitthemen Mythos, Metropole und Europa zusammen. Diese werden durchzogen durch sechs Programmfelder Bilder, Theater, Musik, Sprache, Kreativwirtschaft und Feste. Auch Sonderausstellungen wie AufRuhr 1225! Ritter, Burgen und Intrigen waren Teil des Konzepts.

### „Mythos Ruhr begreifen“
Dargestellt werden sollte die kulturelle Identität und das kulturelle Erbe: Kohle und Stahl, Arbeit und Solidarität, Fußball, das Zusammenleben von unterschiedlichen Kulturen und Religionen.
- SchachtZeichen war ein Leitprojekt im Themenfeld „Mythos Ruhr begreifen“: Vom 22. Mai bis zum 30. Mai 2010 sollten an über 400 ehemaligen bedeutenden Bergbauschächten, verteilt über das gesamte Ruhrgebiet, in bis zu 80 m Höhe große, gelbe Heliumballone aufsteigen. Dahinter stand die Idee, die Geschichte des Bergbaus und den regionalen Strukturwandel im Ruhrgebiet durch eine Kunstinstallation aufzuzeigen. Wegen starken Windes musste das Projekt am 24. Mai unterbrochen werden; anschließend wurden die Ballone nur noch in eine Höhe von ca. 30 m gebracht.

### „Metropole gestalten“
Ausgehend von der Vision, dass das polyzentrische Gebilde der 53 Städte des Ruhrgebietes mit ihren 5,3 Millionen Einwohnern zu einer neuen Einheit zusammenwachsen wird, werden – anknüpfend an die Vorarbeiten der Internationalen Bauausstellung Emscher Park – Bildende Kunst, Stadtplanung, Landschaftsgestaltung und Architektur neue Verbindungen zwischen den Städten und neue Kulturorte und Impulse für den Wandel schaffen.

#### Baukultur

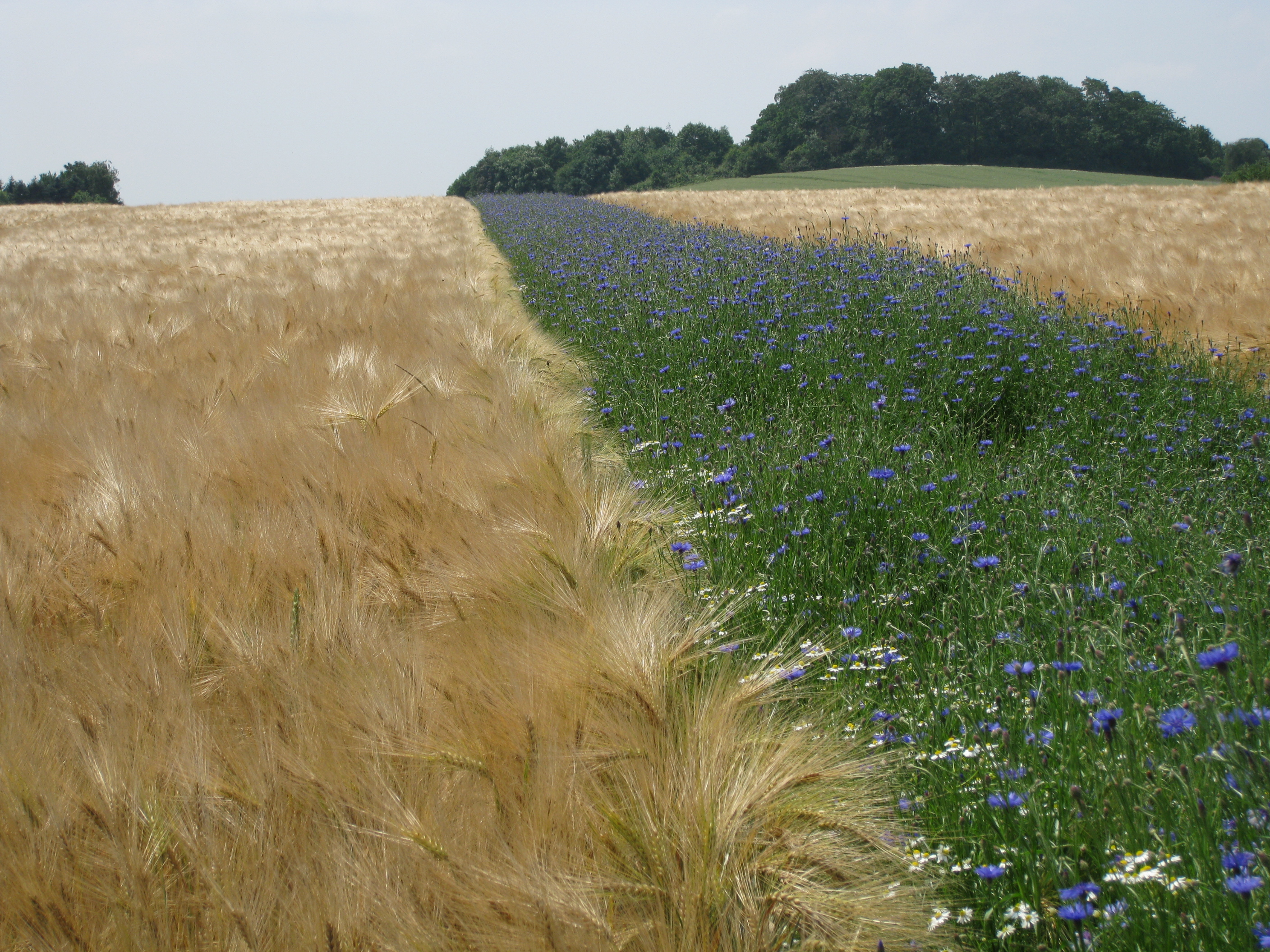
Feldversuch am Mechtenberg im Rahmen der RUHR.2010

- Das Nützliche und das Schöne, Kulturlandschaft und Landwirtschaft sollen nach der Idee des Kurators Udo Weilacher im Rahmen des Projektes „Zwei Berge, eine Kulturlandschaft“ am Mechtenberg bei Gelsenkirchen zu einer neuen, für andere Metropolregionen richtungsweisenden Symbiose finden. Erste Feldversuche der Zusammenarbeit zwischen ortsansässigem Landwirt Hubertus Budde und Schweizer Landschaftsarchitekt Paolo Bürgi laufen bereits.

#### Künstlerische Interventionen
- Die Emscherkunst.2010 ist nach eigenen Angaben das größte Kunstprojekt der RUHR.2010. Es fand ab dem 29. Mai 2010 für 113 Tage statt. 40 Künstler sowie Studenten der Kunstakademie Münster erschufen 20 Kunstwerke auf der Emscherinsel, die sich mit den Gegebenheiten der Region im nördlichen Ruhrgebiet auseinandersetzten. Ungewöhnlich waren sowohl die Ausstellungsorte als auch die Möglichkeiten für das Publikum mitzumachen.[15]
- Der KulturKanal, ist weiteres Leitprojekt im Gesamtprogramm von RUHR.2010. Dabei handelt es sich um den auf einer Strecke von ca. 70.000 Metern durch künstlerische Installationen und Aktionen belebten Rhein-Herne-Kanal. Erstmals schlossen sich zu diesem Zweck alle zehn Anrainerstädte entlang der Wasserstraße zusammen, um den Rhein-Herne-Kanal zu einem vernetzenden und verbindenden Element zu machen.[16]
- Im Projekt Parkautobahn A 42 wird die Bundesautobahn A 42 durch verschiedenste Maßnahmen in den nächsten 20 Jahren zu einem integrierten Element der urbanen Kulturlandschaft der Metropole Ruhr umgestaltet. Eine Maßnahme zur Erzeugung des angestrebten Parkcharakters ist dabei die Pflanzung des Urweltmammutbaums als Leitbaum entlang der Strecke.[17]
- „2-3 Straßen. Eine Ausstellung in Städten des Ruhrgebiets von Jochen Gerz“ beschreibt eine Ausstellung anlässlich des Kulturhauptstadtjahres RUHR.2010, in der Bewohner aus Deutschland und ganz Europa für ein Jahr mietfrei Wohnungen in drei Städten des Ruhrgebiets bewohnen. Die Teilnehmer von „2-3 Straßen“ verpflichten sich im Gegenzug für die Dauer des Projekts zur Mitarbeit an einem gemeinsamen Text.[18]

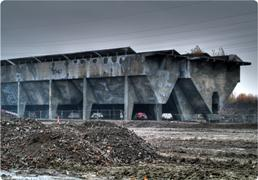
„Starker Ort“: Solarbunker, Gelsenkirchen.

- „Starke Orte – Kunst im Revier“ ist ein Kunstprojekt von 16 Künstlerbunden aus dem Ruhrgebiet, die sich bei diesem Projekt zusammenschlossen, um 2010 spartenübergreifend in alternativen Spielstätten gemeinsame Ausstellungen zu organisieren. Über 100 Künstler sind an diesem Projekt beteiligt.[19]
- Die „Route der Wohnkultur“ präsentierte die Vielfalt alltäglicher Wohnwelten. Typische Zechensiedlungen, gelungene und gescheiterte Experimente, aus der Mode gekommene, wiederentdeckte und behutsam erneuerte Wohnformen wurden in einen erfahrbaren regionalen Zusammenhang gestellt. Zu RUHR.2010 wurden etwa 50 Wohnungen der Route als „Schauwohnungen“ der Öffentlichkeit in einer „Ausstellung“ zugänglich gemacht und in einem „Reiseführer“ verzeichnet.[20]
- Das Projekt „GrenzGebietRuhr“ beschreibt den grenzüberschreitenden Zusammenschluss von zwölf Kunstvereinen und zwei Künstlerhäusern des Ruhrgebiets, die gemeinschaftlich ein Projekt entwickelten. Es reflektiert im Rahmen einer Ausstellungsreihe sowohl in geschlossenen Räumen als auch im öffentlichen Raum das Thema „Grenze“.[21]
- Unter dem Titel „B1|A40 – Die Schönheit der großen Straße“ wurde die quer durch das Ruhrgebiet verlaufende Teilstrecke der Bundesstraße 1, der Ruhrschnellweg, als Ausstellungsraum in Form einer Kunst-Passage inszeniert. An verschiedenen Orten entlang der Autobahn thematisierten Künstler und Planer mit ihren Arbeiten dabei die A40 als vitalen Stadtraum, in dem die Anwohner als Pioniere räumlicher Aneignung agieren.[22]
- „Über Wasser Gehen“ bezeichnet ein Kunstprojekt im öffentlichen Raum, das begleitend zur Renaturierung der Seseke Werke international renommierter Künstler an 12 Standorten entlang des Ufers zeigte. Die Arbeiten lenkten das Bewusstsein der Besucher auf die jeweils verschiedenen Stadien des ökologischen Transformationsprozesses und boten teilweise die Gelegenheit zur aktiven Teilnahme an der Umgestaltung der Kulturlandschaft.[23]
- Das Projekt „Ruhr-Atoll“ verbindet die Themenfelder Kunst, Wissenschaft und Energie, indem vier gestaltete Inseln für einen begrenzten Zeitraum am Übergang des Essener Baldeneysees in die Ruhr installiert wurden. Die Inseln befassten sich auf verschiedene Art und Weise mit der unter Einsatz von Kreativität hervorgebrachten Umwandlung von Energie innerhalb des Spektrums ihrer sinnlich wahrnehmbaren Ausprägungen.[24]

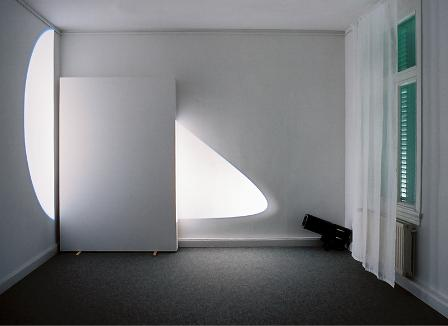
Michel Verjux, o. T., 2005.

- Im Rahmen des Projektes „Zwei Berge – eine Kulturlandschaft“ erkundete der Schweizer Landschaftsarchitekt Paolo Bürgi in Kooperation mit dem Landwirt am Mechtenberg im Städtedreieck Bochum, Essen, Gelsenkirchen die Möglichkeiten, Schönheit und Nützlichkeit in der Landwirtschaft zu verbinden. Die Aktion wurde konzipiert und kuratiert vom Landschaftsarchitekten Udo Weilacher.[25]

#### Lichtkunst
- Die Metropole Ruhr hat bereits zahlreiche Lichtkunstprojekte und gilt als bedeutungsvolle Licht(kunst)landschaft Europas. Eines der Leitprojekte war die erste Biennale für Internationale Lichtkunst vom 28. März bis 27. Mai 2010. Unter dem Motto open light in private spaces wurden zwei Monate lang Werke der Lichtkunst in 60 privaten Wohnungen und Häusern der Städte Bergkamen, Bönen, Fröndenberg, Hamm, Lünen und Unna gezeigt. Rund 60 international renommierte Künstler waren zu dem Kunstprojekt eingeladen.

### „Bilder entdecken“
Durch die Darstellung der historischen, der gegenwärtigen und der neu entstehenden Bilder des Ruhrgebiets sollte eine neue Wahrnehmung der Metropole im Werden geschaffen werden.

### „Theater wagen“
Die Theater, Festivals, Produktions- und Ausbildungsstätten der Region sollen Antworten auf die Frage geben, wie Theater und Tanz die Trennlinien zwischen Milieus, Generationen, Sprachen und Kulturen aufheben können.

### „Musik leben“
Mehrere ausgreifende Musiknetzwerke sollen die Bewohner der Metropole Ruhr aktivieren:

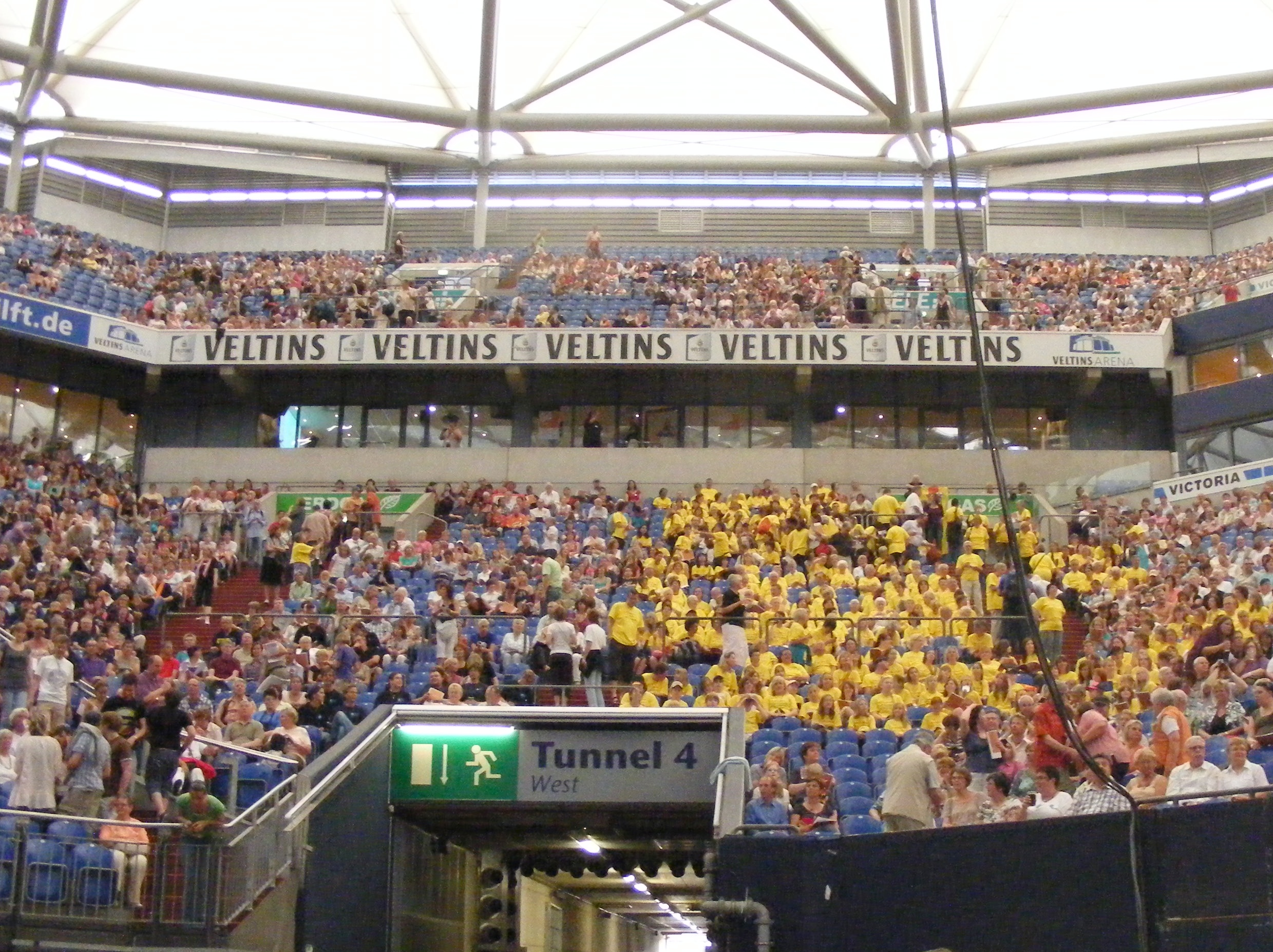
Abschlusskonzert !SING – DAY OF SONG in der Veltins-Arena auf Schalke

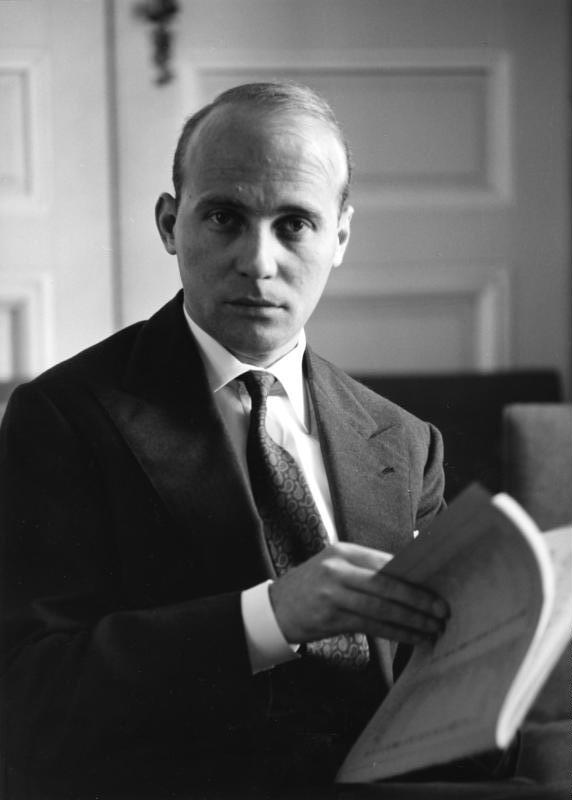
Hans Werner Henze (1960)

- Jedem Kind ein Instrument, abgekürzt JeKi genannt, die bundesweit größte Initiative kultureller Bildung.
- „!SING – DAY OF SONG“: !SING ist eine musikalische Bürgerbewegung. Jeder kann daran teilnehmen. Die Aufforderung !SING ist ein offenes Programm, das die Möglichkeit bietet, über unterschiedliche musikalische Formate, allein oder in Gemeinschaft spontan die Stimme zu erheben. Das Projekt fand am 4. und 5. Juni 2010 in der gesamten Metropole Ruhr statt. Über 600 angemeldete Chöre mit mehr als 22.800 Sängern laden alle Passanten und Bewohner zum Mitsingen ein. Am Abend des 5. Juni 2010 fand mit !SING EUROPE in der Veltins-Arena in Gelsenkirchen ein großes Abschlusskonzert statt.[26]
- Grubenklang reloaded ist das Jazzprojekt der Veranstaltungen RUHR.2010. Es ist eine Neuauflage des von dem Bochumer Pianisten Georg Gräwe in den 1980er Jahren gegründeten Grubenklangorchesters. Gräwe wird als künstlerischer Leiter, Komponist und ausführender Musiker das Projekt gestalten. Neben Konzerten des neuformierten „Grubenklang Orchesters“, dem auch die Mitgründer Theo Jörgensmann, Eckard Koltermann und Achim Krämer angehören, u. a. beim Moers Festival, wird es zusätzliche Sonderprojekte geben. Ergänzt werden diese Veranstaltungen von kammermusikalischen Begegnungen regionaler Ensembles und Solisten mit internationalen Musikern in der Zeche Carl in Essen und weiteren Spielorten. Zudem gibt es unter der künstlerischen Leitung von Gräwe in Bochum noch eine Reihe „Literatur und improvisierter Jazz“.[27]
- Das Hans Werner Henze-Projekt – Neue Musik für eine Metropole. Die gesamte Musiklandschaft der Metropole Ruhr hat sich für eine Hommage an den Komponisten und Musikdenker Hans Werner Henze zu einem Netzwerk für Neue Musik zusammengeschlossen. Über 40 Institutionen und Ensembles präsentieren das ganze Jahr über Henzes musikalisches Werk und gesellschaftliches Handeln in über 50 Aufführungen und Veranstaltungsreihen in insgesamt 30 Ruhrgebietsstädten. Auf dem Programm stehen Opern, Ballette, Sinfonie- und Kammerkonzerte aber auch ungewöhnliche Werke wie eine Internetoper, eine Filmretrospektive, Funkopern und zahlreiche Kinder- und Jugendprojekte.[28]

### „Sprache erfahren“
Alle Formen der Literatur und alle Formate der Präsentation, wie Roman, Märchen, Sage, Krimi, Slam, Poesie und Gedicht sollen den Menschen aus über 170 Nationen mit ihren mehr als 100 Sprachen neue Erfahrungen geben.
- Im Projekt „Sagenhaftes Ruhrgebiet“ zusammen mit dem Erzählforscher Dirk Sondermann, dem Institut für Erzählforschung im Ruhrgebiet und der Gesellschaft für freie Informationssysteme werden historische und zeitgenössische Mythen und Volkssagen der Region im Internet (über 500 Texte) und in Veranstaltungen von Künstlern vorgestellt.[29]

### „Kreativwirtschaft stärken“
„RUHR.2010 verfolgt eine Strategie kulturpolitischer Innovationen, vor allem im Programmfeld Kreativwirtschaft. RUHR.2010 stößt die Entwicklung von Kreativ.Quartieren und langfristig wirkenden Strukturen in allen Genren der Kreativen Klasse an. […] Die Förderstrategien konzentrieren sich auf Menschen, Märkte und Medien.“
- Bei den Kreativ.Quartieren sollten neue urbane Areale aufgebaut werden, die Künstlern und Kreativen die Möglichkeit zur Mitgestaltung und Ansiedlung anboten. Auf der Liste waren unter anderem das Dortmunder U, die Scheidt’sche Hallen im Essener Süden, das Bergwerk Lohberg in Dinslaken, die Landesstelle Unna-Massen, ein Streifen von circa 10 Kilometern längs des Rhein-Herne-Kanals in Herne mit der Keimzelle Künstlerzeche Unser Fritz. Bochum, Dorsten, Duisburg und Mülheim an der Ruhr beteiligten sich ebenfalls an den Kreativ.Quartieren.
- 2010LAB.tv wurde als Videoplattform der Kulturhauptstadt und Mitmachportal eingerichtet.
- in den Bereich nachnominiert wurde das Projekt Urbanatix aus Bochum, in dem junge Street-Art-Künstler der Region zusammen mit internationalen Artisten eine Show in der Jahrhunderthalle auf die Beine stellten. Das Projekt wird nach 2010 fortgesetzt.

### „Feste feiern“

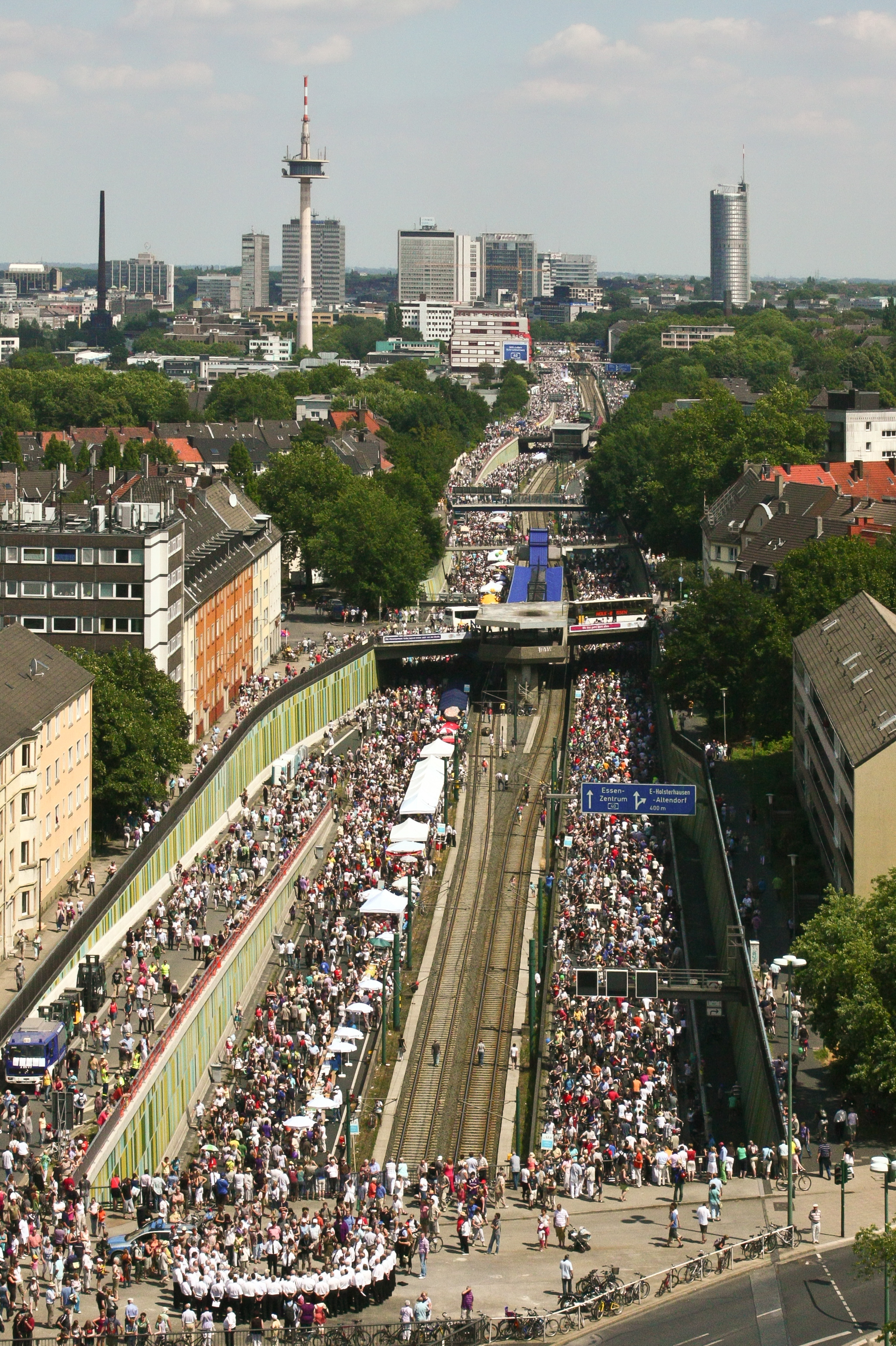
Still-Leben Ruhrschnellweg in Essen

- Am 9. Januar 2010 eröffnete Bundespräsident Horst Köhler während eines Festaktes in der Zeche Zollverein offiziell das Programm. Herbert Grönemeyer stellt die Hymne zur Kulturhauptstadt „Komm zur Ruhr“ vor. Nach dem offiziellen Programm vor circa 1000 geladenen Gästen fand ein zweitägiges Kulturfest statt, das Einblicke in die verschiedenen Projekte der RUHR.2010 ermöglichte.[31]
- Am 19. Juni 2010 fand die ExtraSchicht im Rahmen von RUHR.2010 statt.[32]
- Am 18. Juli 2010 wurde unter dem Titel Still-Leben Ruhrschnellweg die A40 autofrei. Die Straße wurde 31 Stunden für den Autoverkehr gesperrt und zu einer Bühne der Alltagskultur umfunktioniert. Auf der circa 60 km langen Strecke waren bis zu 20.000 Tische mit Programm der jeweiligen Gruppen, Vereine, Familien, Nachbarschaften, Institutionen usw. zu Fuß zu besichtigen. Die andere Spur konnte mit Fahrrädern oder Inlinern genutzt werden. Die Veranstalter von RUHR.2010 sehen in dieser Veranstaltung den möglichen „emotionalen Gründungsmoment der Metropole Ruhr“.[33] Es wurde geschätzt, dass etwa 3 Millionen Besucher an dieser Veranstaltung teilgenommen haben.[34]
- Am 24. Juli 2010 fand die Loveparade in Duisburg auf dem Gelände des ehemaligen Güterbahnhofs Duisburg Gbf nahe dem Hauptbahnhof Duisburg unter dem Motto „The Art of Love“ statt. Sie galt außerdem im Vorfeld als eine der wichtigsten und größten Veranstaltungen zur RUHR.2010 im Rahmen der Feiern des europäischen Kulturhauptstadtjahres, auch wenn sie weder finanziell noch organisatorisch von dessen Organisatoren unterstützt wurde.[35] Bei einer Panik kamen im Eingangsbereich der Veranstaltung 21 Menschen ums Leben. Mindestens 652 weitere Personen wurden verletzt, etwa 40 davon schwer.[36][37] Der Geschäftsführer der RUHR.2010 Fritz Pleitgen, sagte: „Wir tragen an der Tragödie schwer“. Im moralischen Sinne fühle er sich mitverantwortlich für das Unglück. Er fügte hinzu: „Wir dürfen nicht aufgeben. Wir müssen dieses Kulturhauptstadtjahr erfolgreich zu Ende bringen, immer im Bewusstsein, was am 24. Juli geschehen ist. Das ist unsere Verpflichtung.“[38]

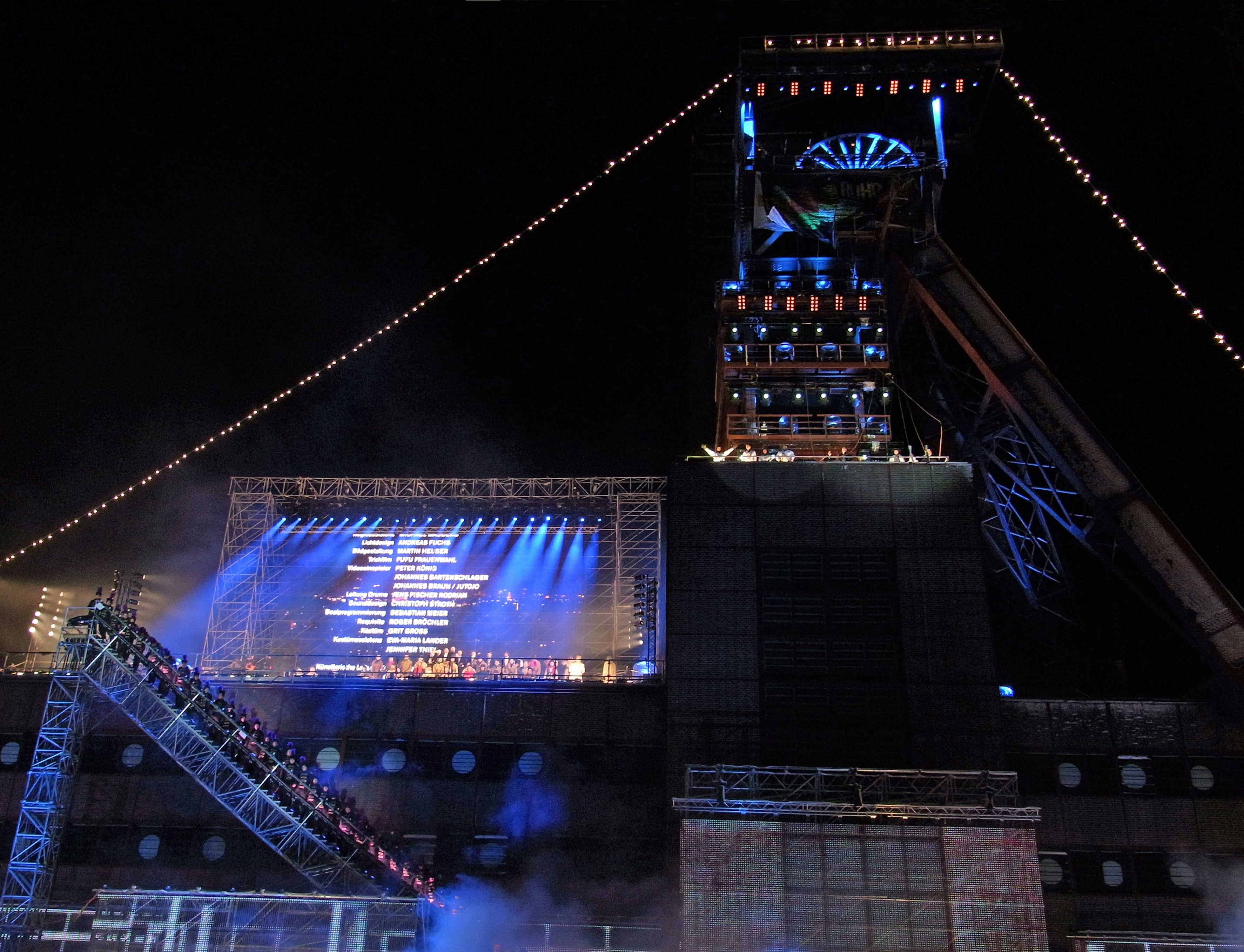
Abspann von „Ruhr.2010-Das Finale“

- Am 18. Dezember wurde die RUHR.2010 mit einer Simultanveranstaltung beendet. Zentraler Festort war die Zeche Nordstern, wo die Passagiere des Dampfschiffes Ruhrtopia noch einmal die Veranstaltungen des vergangenen Jahres Revue passieren ließen. Unterwegs stiegen sie im Spiel in den Häfen Duisburg, Essen und Dortmund aus. So wurden die weiteren Spielorte, an denen dezentrale Abschlussveranstaltungen abgehalten wurden, per Liveschaltung und gemeinsames Public-Viewing in die zentrale Veranstaltung mit einbezogen.[39]

### „Europa bewegen“
Kohle und Stahl bildeten in Gestalt der Montanunion den Grundstock der Europäischen Union. Das Ruhrgebiet blickt auf eine Erfahrung von 150 Jahren von Immigration zurück. Diese Erfahrungen und verschiedene Projekte sollen die Möglichkeiten der Kultur als eine Antriebskraft für die europäische Gesellschaft von morgen erkunden und in Strategien umsetzen.
- Im Vorfeld des Kulturhauptstadtjahres im Ruhrgebiet wurde während einer Fernsehgala der Europäische Filmpreis verliehen. Die Europäische Filmakademie (EFA) wählte bewusst das Ruhrgebiet als Veranstaltungsort, um auf RUHR.2010 aufmerksam zu machen. Neben dem „europäischen Kinofest“ in Deutschlands größtem Kinosaal in der denkmalgeschützten Lichtburg Essen und zahlreichen Filmtheatern des Ruhrgebietes, fand die offizielle Preisverleihung am 12. Dezember 2009 in der Bochumer Jahrhunderthalle statt.[40][41]

## „Kontaktbüro Wissenschaft“ – Kulturhauptstadt 2010
Das Kontaktbüro Wissenschaft – Kulturhauptstadt 2010 ist Anfang des Jahres 2008 als gemeinsame Initiative der RUHR.2010 GmbH und des Kulturwissenschaftlichen Instituts Essen (KWI) eingerichtet worden. Zu den Aufgaben des Büros gehören die wechselseitige Information, der Dialog, die Koordination und die Entwicklung von wissenschaftlichen Projekten für die Kulturhauptstadt.

## Finanzierung
Ab Anfang Mai 2009 war wegen fehlender Sponsorenmittel die Realisierung einiger Projekte fraglich. Das Gesamtbudget von 63 Millionen Euro schlüsselt sich bislang folgendermaßen auf:
- 17,0 Millionen Euro vom Bund,
- 12,0 Millionen Euro vom Land Nordrhein-Westfalen,
- 12,0 Millionen Euro vom Regionalverband Ruhr,
- 08,5 Millionen Euro vom Initiativkreis Ruhrgebiet,
- 06,0 Millionen Euro von der Stadt Essen,
- 01,5 Millionen Euro von der EU.

Aus der Wirtschaft wurden 17 Millionen Euro an Fördergeldern erwartet, von denen die Hälfte bereits zugesagt war. Tatsächlich flossen aber bis Ende Juni 2009 nur 1,5 Millionen Euro. Es entstand eine Finanzierungslücke von 7 Millionen Euro.
Verschärft werden die Probleme dadurch, dass viele Städte und Gemeinden des Ruhrgebiets in Finanznot oder bereits unter Haushaltsaufsicht der Regierungspräsidenten stehen, wie zum Beispiel Bochum.
Eine ursprünglich für den 9. Januar 2010 zusätzlich zur zentralen Feier auf dem Gelände der Zeche Zollverein geplante Eröffnungsfeier in der Veltins-Arena wurde gestrichen. Das für 2009 bereits eingeplante multikulturelle Melez-Festival wurde abgesagt, damit es 2010 stattfinden kann.
Am 23. Juni 2009 waren Ministerpräsident Jürgen Rüttgers und Eon-Chef Wulf Bernotat Gastgeber eines „Sponsorendinners“. Zu Gast war unter anderem Hans-Dietrich Genscher. Diese Werbung und auch andere Aktionen erbrachten zusätzliche 2,5 Millionen Euro, so dass die Finanzierungslücke auf 5,8 Millionen Euro reduziert wurde.

## Sponsoren
Hauptsponsoren:
- Deutsche Bahn
- E.ON RUHRGAS
- Haniel
- RWE EnergieKulturRuhr
- Sparkassen-Finanzgruppe

Sponsorpartner:
- Deutsche Bank
- Flughafen Düsseldorf
- Rhein-Ruhr-Edeka
- Hellweg (Baumarkt)
- Hochtief
- ista Deutschland
- KPMG
- VRR

Hauptsponsoren zahlen mindestens 2.000.000 € in das Poolsponsoring ein, Sponsorpartner mindestens 250.000 €. Weitere Stufen sind Förderer (ab 10.000 €) und Freunde (ab 3.000 €). Daneben können Sponsoren sich auch in einzelnen Projekten engagieren: Hauptprojektsponsor (ab 100.000 €), Projektsponsor (50.000–100.000 €) und Projektförderer (10.000–50.000 €), wobei hier die Größenordnungen je nach Projekt variieren können. Als Gegenleistung erhalten die Sponsoren vor und während des Kulturhauptstadtjahres exklusive Darstellungsmöglichkeiten ihrer Firma sowie Kontingente für die Teilnahme an besonderen Veranstaltungen (wie die Eröffnungsfeier auf Zollverein) oder in VIP-Bereichen (z. B. Still-Leben Ruhrschnellweg, Werkstattgespräche mit Künstlern und Akteuren). Bei den Projektsponsoren beziehen sich die Gegenleistungen nur auf die geförderten Projekte.